# Saburō Murakami
 (mai 2025).
Si vous disposez d'ouvrages ou d'articles de référence ou si vous connaissez des sites web de qualité traitant du thème abordé ici, merci de compléter l'article en donnant les références utiles à sa vérifiabilité et en les liant à la section « Notes et références ».
Pour les articles homonymes, voir Murakami.
Saburō Murakami (村上 三郎, né le 27 juin 1925 à Kobé et mort le 11 janvier 1996 à Kyoto) est un artiste japonais, membre fondateur du mouvement d'avant-garde Gutaï.

## Biographie
Saburō Murakami s'illustre dans le groupe Gutaï par ses performances, actes d'artistes éphémères, qui ne laissent de traces que photographiques et qui montrent bien la précarité du geste de l'artiste.
En 1955, il marque le premier salon Gutaï par une performance d'artiste, traversant des cadres successifs de papier tendus lors du vernissage.
Il continua à réaliser des happenings à travers le monde jusqu'à sa mort en 1996.